# Inegocia
Inegocia – rodzaj ryb skorpenokształtnych z rodziny płaskogłowowatych. 

## Klasyfikacja
Gatunki zaliczane do tego rodzaju:

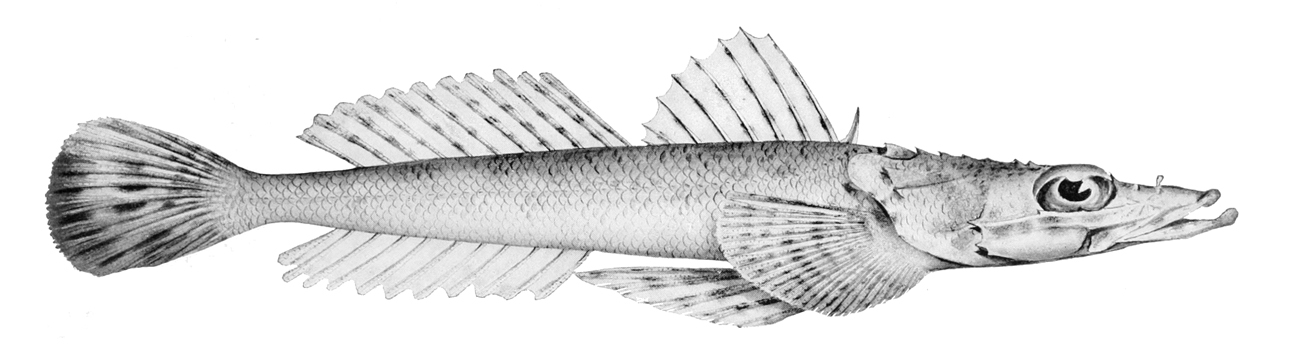
Inegocia harrisii
- Inegocia japonica
- Inegocia ochiaii

- Inegocia harrisii